# 日韦
日韦（法語：Givet，法語發音：[ʒivɛ]），法国东北部城市，大东部大区阿登省的一个市镇，隶属于沙勒维尔-梅济耶尔区，其市镇面积为18.41平方公里，2022年1月1日时人口数量为6,356人，在法国城市中排名第1,722位。
日韦位于阿登省最北部，其北侧与比利时接壤，同时也是默兹河流经法国的最后一个市镇，现为一个区域性的中心城市。

## 地名来源
日韦的地名来源尚存在争议。根据当地官方网站的论述，“Givet”一名可能转写自“Les Givées”，意为“载有木材的船只”；亦可能出自“Gablum”，后者为当地历史上的一座仓库。
日韦历史上曾通行瓦隆语，“Givet”在对应的瓦隆语拼写为“Djivet”。

## 历史

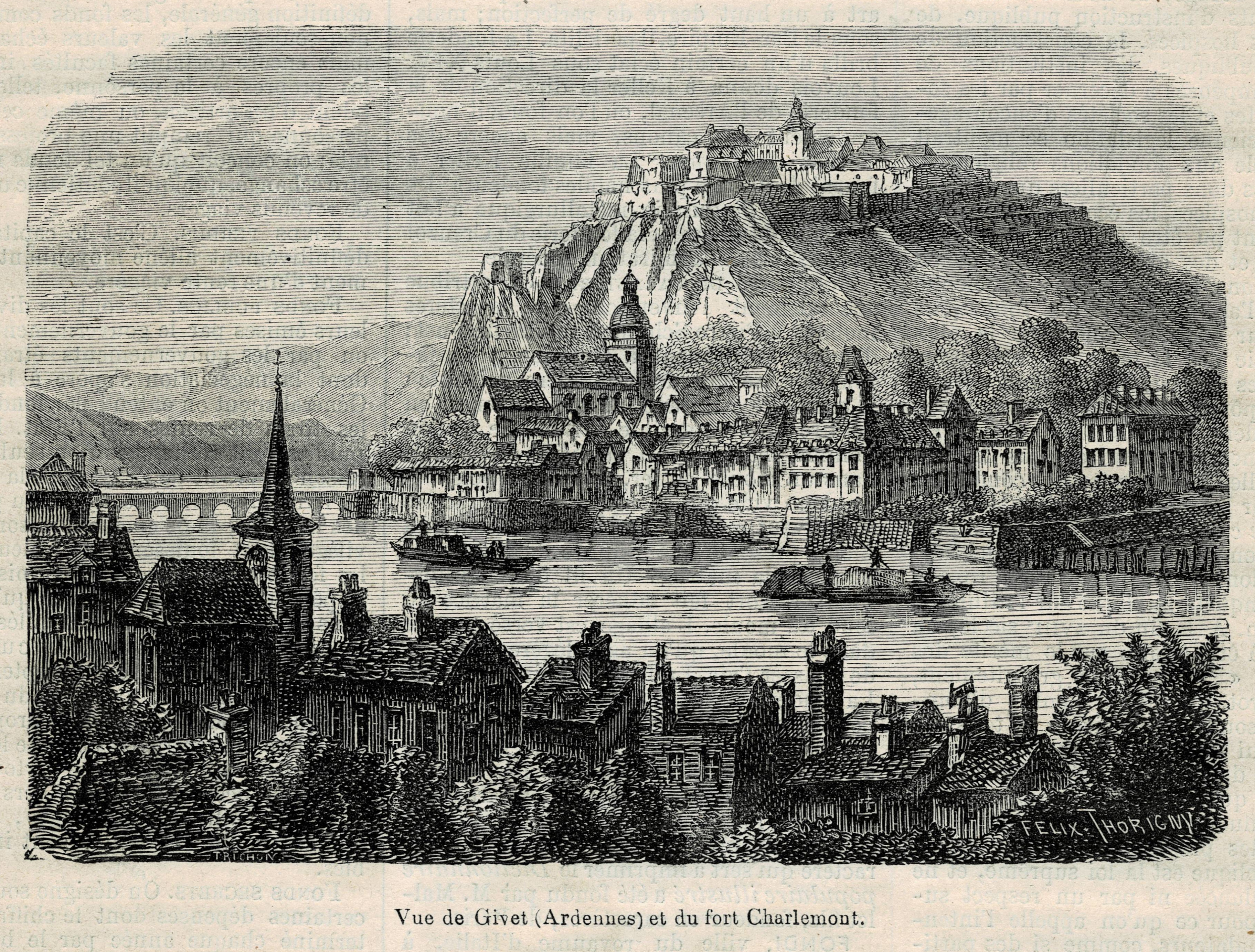
1866年的日韦

日韦的早期历史尚不清楚。根据当地官方网站的论述，日韦附近的弗罗姆莱讷曾发现史前人类活动遗迹。公元720年，天主教圣人列日的于贝尔曾短居于日韦。922年，日韦被东法兰克国王亨利一世获得。1155年，列日主教首次在日韦修建了一处城堡。1555年，神圣罗马帝国皇帝查理五世购买下了日韦并在此兴建沙勒蒙城堡。1678年，日韦根据《奈梅亨条约》划归法兰西王国。1697年，塞巴斯蒂安·勒普雷斯特·德·沃邦将沙勒蒙城堡进行改造，使其成为沃邦防御工事的补充部分。法国大革命后，日韦成为阿登省的一个市镇。1811年，拿破仑一世曾到访日韦，彼时正好遇到默兹河洪水，最终关押此地的英格兰俘虏帮助拿破仑渡过默兹河，此后在拿破仑的支持下，日韦境内建成了跨河大桥。1815年6月，普鲁士军队发动日韦围城战，最终在当地民兵长达六个月的抵抗下放弃。工业革命期间，连接日韦的苏瓦松—日韦铁路及比利时铁路154线相继建成通车。第一次世界大战期间，日韦曾遭到严重破坏，当地在战后获得战争勋章。第二次世界大战期间，纳粹德军于1940年5月11日占领日韦，并于5月13日至14日间发动日韦战役并取得胜利，此后纳粹德军向阿登南部进军。日韦最终于1944年9月7日获得解放。1989年，日韦以北连接比利时的铁路线停止服务。

## 地理

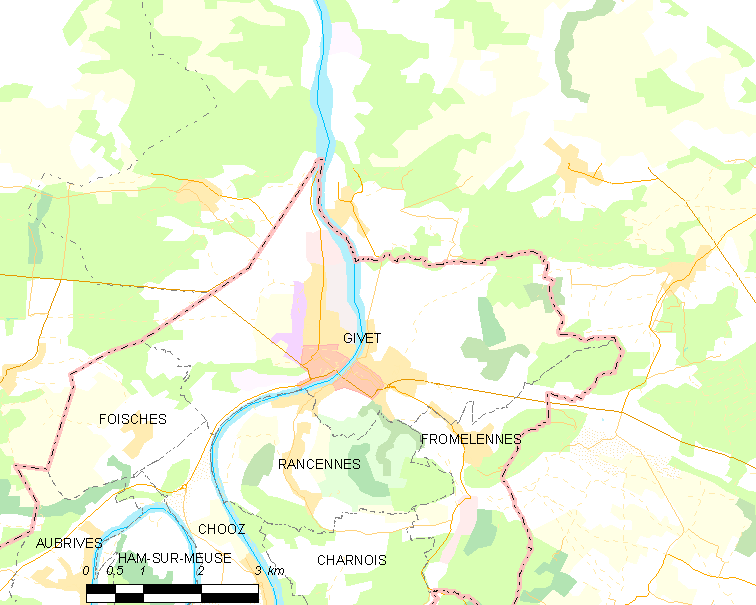
日韦市镇范围地图

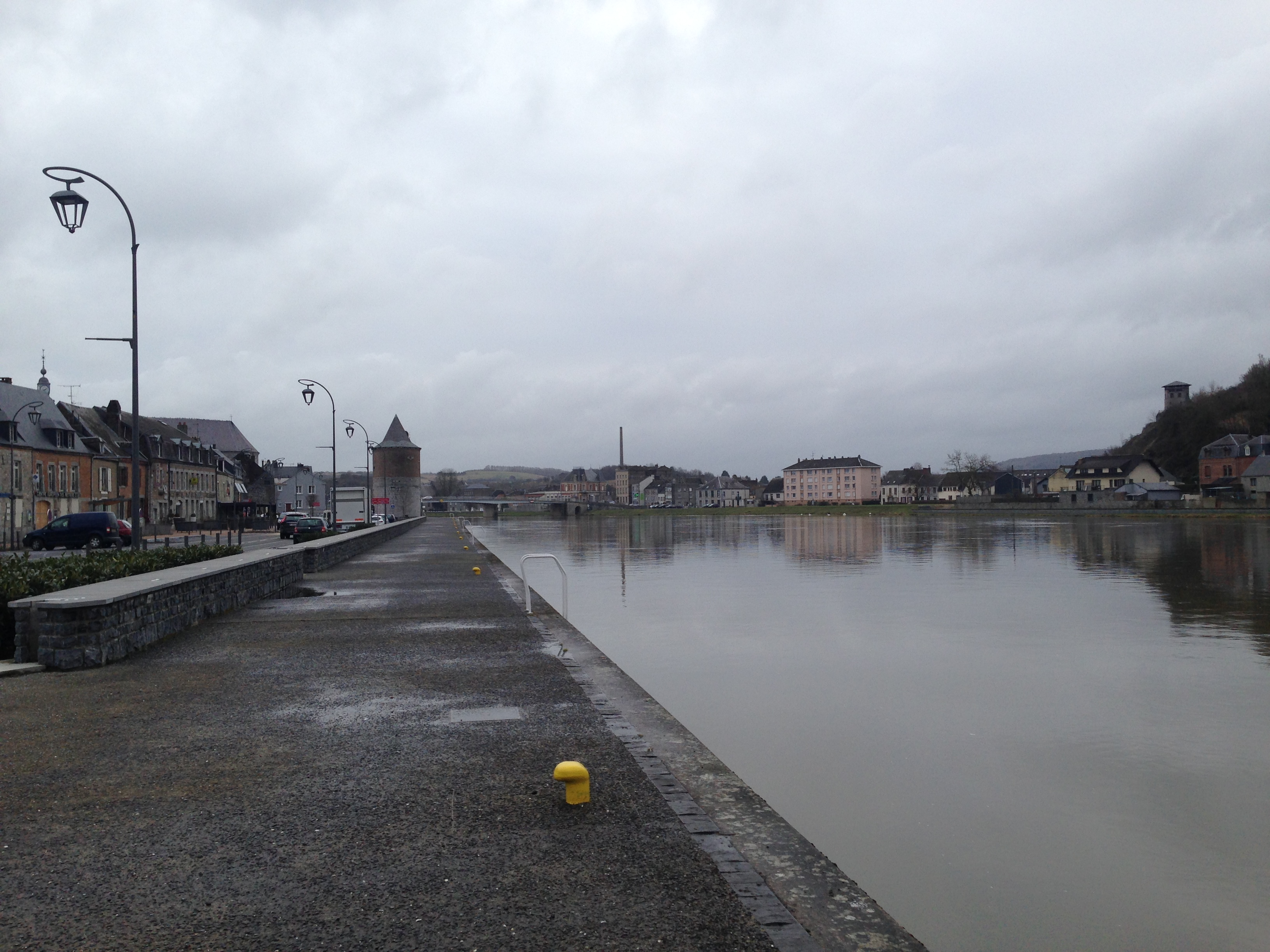
默兹河畔的港口

日韦位于法国东北部，大东部大区西北部和阿登省最北部，距离省会沙勒维尔-梅济耶尔大约59公里。与日韦接壤的法国市镇包括：绍、富瓦什、弗罗姆莱讷和朗塞讷。

### 地形
日韦位于阿登高原腹地，境内以丘陵为主，市镇中心地势较为平坦，西南侧为沙勒蒙城堡，南侧为欧尔山（Mont-d'Haurs），全境海拔在95到224米之间。

### 水文
日韦位于默兹河中游，是默兹河流经法国的最后一个城市。默兹河日韦段的平均宽度大约110米，日韦市区横跨河流两岸。除默兹河干流外，其支流乌耶河（La Houille）自东南向西北注入默兹河。

### 植被
日韦属于温带阔叶混交林区，林地广泛分布于河流附近以及坡地地带，市中心的维诺广场（Square Vienot）是当地主要的城市绿地，市镇范围东部为法梅讷树林（Bois de Famenne）和马罗树林（Bois de Marot）。日韦点自然保护区成立于1999年，该自然保护区以日韦为中心，跨越了法国和比利时两国，总面积达354公顷。此外，以阿登高原为核心的阿登自然保护区于2011年12月21日正式成立，包括日韦在内的阿登省北部大部分地区均被划入其中。
在鲜花城市的评比中，日韦被评为3星级鲜花城市。

### 气候
日韦在柯本气候分类法中属于温带海洋性气候（Cfb），受到北大西洋暖流的直接影响，但由于其同时也有可能受到来自东北欧洲大陆寒潮的影响，故而又呈现出一定的大陆性特征，具体表现为冬季气温比法国其他地方略偏低，且持续时间较长。
距离日韦最近的常年气象站位于默兹河畔阿姆境内，以下为该气象站的数据（其中日照数据取自沙勒维尔-梅济耶尔）：
| 默兹河畔阿姆 1981年－2019年 | 默兹河畔阿姆 1981年－2019年 | 默兹河畔阿姆 1981年－2019年 | 默兹河畔阿姆 1981年－2019年 | 默兹河畔阿姆 1981年－2019年 | 默兹河畔阿姆 1981年－2019年 | 默兹河畔阿姆 1981年－2019年 | 默兹河畔阿姆 1981年－2019年 | 默兹河畔阿姆 1981年－2019年 | 默兹河畔阿姆 1981年－2019年 | 默兹河畔阿姆 1981年－2019年 | 默兹河畔阿姆 1981年－2019年 | 默兹河畔阿姆 1981年－2019年 | 默兹河畔阿姆 1981年－2019年 |
| 月份                        | 1月                         | 2月                         | 3月                         | 4月                         | 5月                         | 6月                         | 7月                         | 8月                         | 9月                         | 10月                        | 11月                        | 12月                        | 全年                        |
| --------------------------- | --------------------------- | --------------------------- | --------------------------- | --------------------------- | --------------------------- | --------------------------- | --------------------------- | --------------------------- | --------------------------- | --------------------------- | --------------------------- | --------------------------- | --------------------------- |
| 历史最高温 °C（°F）         | 15.3 (59.5)                 | 18.6 (65.5)                 | 24.2 (75.6)                 | 29 (84)                     | 32.8 (91.0)                 | 36.2 (97.2)                 | 37.6 (99.7)                 | 38 (100)                    | 33.3 (91.9)                 | 27.5 (81.5)                 | 21.1 (70.0)                 | 16.5 (61.7)                 | 38 (100)                    |
| 平均高温 °C（°F）           | 5.4 (41.7)                  | 6.6 (43.9)                  | 10.8 (51.4)                 | 14.7 (58.5)                 | 19 (66)                     | 21.8 (71.2)                 | 24.3 (75.7)                 | 23.8 (74.8)                 | 19.5 (67.1)                 | 14.8 (58.6)                 | 9.2 (48.6)                  | 5.7 (42.3)                  | 14.6 (58.3)                 |
| 日均气温 °C（°F）           | 2.7 (36.9)                  | 3.2 (37.8)                  | 6.5 (43.7)                  | 9.3 (48.7)                  | 13.4 (56.1)                 | 16.3 (61.3)                 | 18.5 (65.3)                 | 18.2 (64.8)                 | 14.6 (58.3)                 | 10.8 (51.4)                 | 6.2 (43.2)                  | 3.3 (37.9)                  | 10.3 (50.5)                 |
| 平均低温 °C（°F）           | 0 (32)                      | −0.2 (31.6)                 | 2.2 (36.0)                  | 3.9 (39.0)                  | 7.7 (45.9)                  | 10.7 (51.3)                 | 12.7 (54.9)                 | 12.5 (54.5)                 | 9.7 (49.5)                  | 6.7 (44.1)                  | 3.2 (37.8)                  | 1 (34)                      | 5.8 (42.4)                  |
| 历史最低温 °C（°F）         | −21 (−6)                    | −16.9 (1.6)                 | −12.5 (9.5)                 | −6.5 (20.3)                 | −4 (25)                     | 0 (32)                      | 2.1 (35.8)                  | 4 (39)                      | −1 (30)                     | −6.4 (20.5)                 | −10.9 (12.4)                | −15 (5)                     | −21 (−6)                    |
| 平均降水量 mm（）           | 74.3 (2.93)                 | 59.8 (2.35)                 | 68.2 (2.69)                 | 57.2 (2.25)                 | 71.8 (2.83)                 | 74 (2.9)                    | 68.4 (2.69)                 | 71.8 (2.83)                 | 60.8 (2.39)                 | 72.7 (2.86)                 | 69 (2.7)                    | 81 (3.2)                    | 829 (32.6)                  |
| 月均日照時數                | 53.6                        | 66.5                        | 118.5                       | 163.5                       | 186.6                       | 195.2                       | 206.3                       | 196.9                       | 143.5                       | 97.2                        | 45.6                        | 42.6                        | 1,516                       |
| 来源：infoclimat.fr         |                             |                             |                             |                             |                             |                             |                             |                             |                             |                             |                             |                             |                             |

## 行政区划
日韦的市镇编号为08190，邮政编号为08600。
在行政管理方面，日韦隶属于法国大东部大区阿登省沙勒维尔-梅济耶尔区；在地方选举方面，日韦是日韦县的中央投票站所在地，其市镇范围全境被划入阿登省第二选区；在社会管理方面，日韦是默兹河岸阿登市镇公共社区的办公驻地。
截至2024年8月，日韦市镇范围内暂无任何城市敏感街区及城市政策优先街区。
法国国家统计与经济研究所（简称“INSEE”）在进行数据统计时，将日韦及相邻的另外2个市镇设为日韦城市核心区，并将包括核心区在内的周边共四个市镇划为日韦城市区。自2020年起，日韦城市区被包含11个市镇的日韦城市辐射区代替。此外，INSEE还将日韦市镇分为了三个“块区”（IRIS），以便于统计人口分布情况。

## 交通

### 公路
阿登省省道D46线、D949线和D8051线在日韦境内交汇。大东部大区下属的阿登省城际客运的部分校车线路经停日韦，可通往周边一些市镇；此外比利时国家铁路下属的154号巴士停靠日韦，可直通迪南。
|  | 38 |

| 沙勒维尔 | 54 |

| 勒万 | 32 |

| 菲迈 | 23 |

2020年，62.3%的日韦家庭拥有至少一辆私人汽车。2022年，日韦境内共发生各类交通事故4起，造成1人遇难，7人受伤，其中1人重伤。

### 铁路

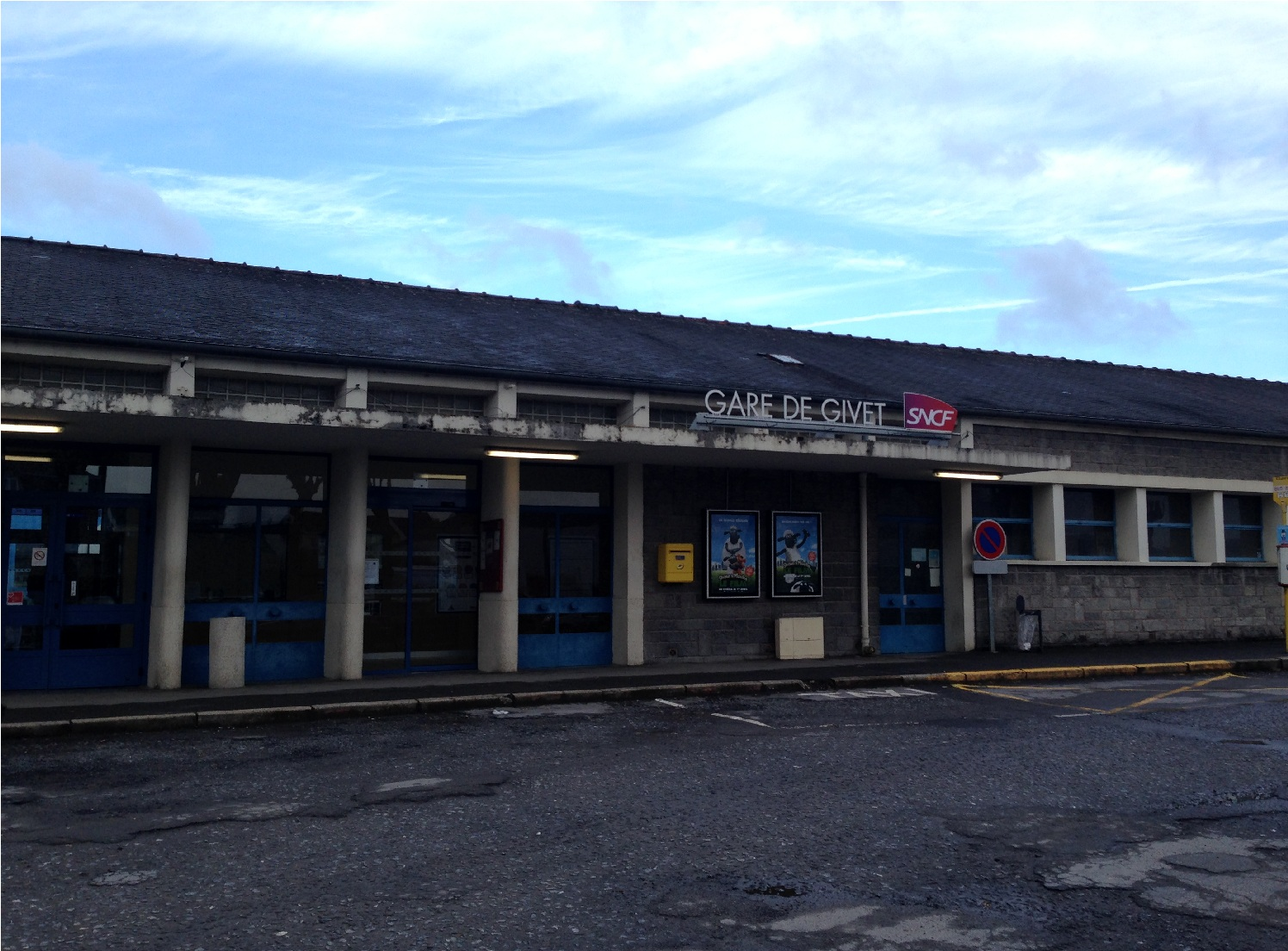
日韦火车站

日韦位于苏瓦松—日韦铁路和比利时铁路154线的交汇处。日韦站位于市区西部，每天开行数班前往沙勒维尔-梅济耶尔方向的区域列车。

### 航空
日韦距离布鲁塞尔南部-沙勒罗瓦机场的公路里程大约60公里。

### 城市公共交通
截至2024年8月，日韦暂无城市公共交通系统。

## 政治

### 市政内阁

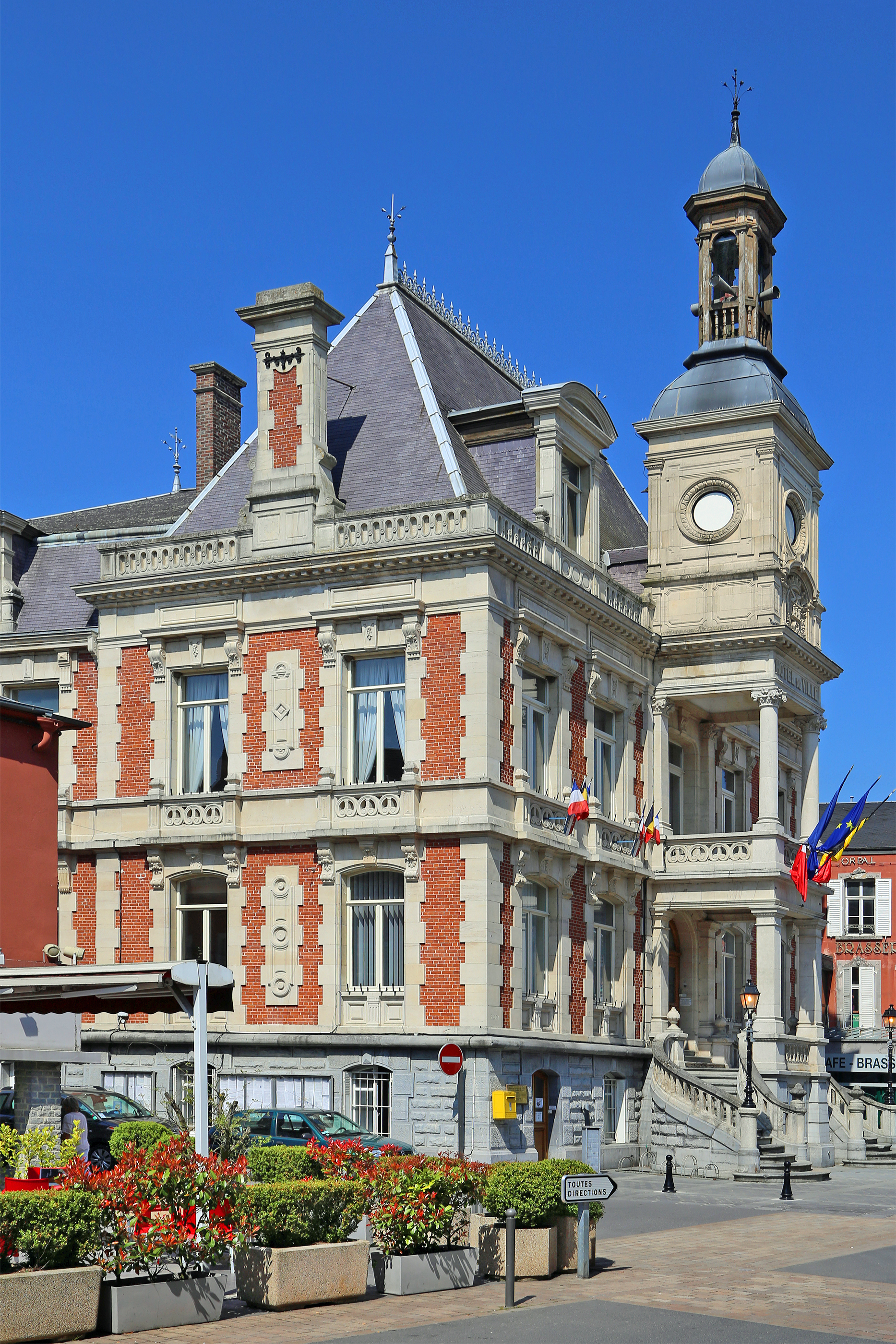
日韦市政厅

日韦的现任市长为罗贝尔·伊图奇先生（Robert ITUCCI），他是一名右翼无党派人士，在2020年的市政选举中获得了38.60%的支持率。
| 日韦历届市长   | 日韦历届市长                                       | 日韦历届市长                    |
| 任期           | 市长                                               | 党派                            |
| -------------- | -------------------------------------------------- | ------------------------------- |
| 1944年－1945年 | Désiré Emmanuel GUILLEMOT 代西雷·埃马纽埃尔·吉耶莫 | PCF法国共产党                   |
| 1945年－1953年 | Émile BENOIST 埃米尔·伯努瓦                        | SFIO工人国际法国支部            |
| 1953年－1971年 | Roger DECLEF 罗歇·德克莱                           | UDR共和国保卫联盟 →RI独立激进党 |
| 1971年－1982年 | André BERTRAND 安德烈·贝特朗                       | RPR保衛共和聯盟                 |
| 1982年－1995年 | Pierre TASSIN 皮埃尔·塔桑                          | RPR保衛共和聯盟                 |
| 1995年－2001年 | Alain VANDEVELDE 阿兰·范德费尔德                   | UDF法国民主联盟                 |
| 2001年－2020年 | Claude WALLENDORFF 克洛德·瓦伦多夫                 | DVD右翼无党派人士               |
| 2020年－       | Robert ITUCCI 罗贝尔·伊图奇                        | DVD右翼无党派人士               |

### 各级选举
| 日韦历届投票选举结果 | 日韦历届投票选举结果 | 日韦历届投票选举结果 | 日韦历届投票选举结果          | 日韦历届投票选举结果          | 日韦历届投票选举结果 | 日韦历届投票选举结果          | 日韦历届投票选举结果             | 日韦历届投票选举结果 | 日韦历届投票选举结果 |
| 选举项目             | 选举范围             | 选区单位             | 选区单位内的选举结果          | 选区单位内的选举结果          | 选区单位内的选举结果 | 选区单位内的选举结果          | 选区单位内的选举结果             | 选区单位内的选举结果 | 参考资料             |
| 选举项目             | 选举范围             | 选区单位             | 第一轮胜出者                  | 第一轮胜出者                  | 支持率               | 第二轮胜出者                  | 第二轮胜出者                     | 支持率               | 参考资料             |
| -------------------- | -------------------- | -------------------- | ----------------------------- | ----------------------------- | -------------------- | ----------------------------- | -------------------------------- | -------------------- | -------------------- |
| 2017年法國總統選舉   | 法國                 | 市镇                 |                               | 让-吕克·梅朗雄                | 29.62%               |                               | 埃马纽埃尔·马克龙                | 61.49%               | [ 28 ]               |
| 2017年法国立法选举   | 阿登省第二选区       | 市镇                 |                               | 马里奥·伊格莱西亚斯           | 23.38%               |                               | 皮埃尔·科尔迪耶                  | 54.64%               | [ 28 ]               |
| 2019年欧洲议会选举   | 法國                 | 市镇                 |                               | 若尔丹·巴尔代拉               | 29.39%               | （不适用）                    | （不适用）                       | （不适用）           | [ 30 ]               |
| 2021年法国省级选举   |                      | 县                   |                               | 伊莎贝尔·科凯 克洛德·瓦伦多夫 | 43.65%               |                               | 让-波尔·德夫雷斯 法比安娜·戈费特 | 53.61%               | [ 31 ] [ 32 ]        |
| 2021年法国省级选举   | 市镇                 |                      | 伊莎贝尔·科凯 克洛德·瓦伦多夫 | 57.96%                        |                      | 伊莎贝尔·科凯 克洛德·瓦伦多夫 | 61.25%                           |                      | [ 31 ] [ 32 ]        |
| 2021年法国大区选举   | 大東部大區           | 市镇                 |                               | 让·罗特纳                     | 41.46%               |                               | 让·罗特纳                        | 52.91%               | [ 33 ]               |
| 2022年法国总统选举   | 法國                 | 市镇                 |                               | 让-吕克·梅朗雄                | 31.06%               |                               | 埃马纽埃尔·马克龙                | 50.34%               | [ 28 ]               |
| 2022年法国立法选举   | 阿登省第二选区       | 市镇                 |                               | 皮埃尔·科尔迪耶               | 39.46%               |                               | 皮埃尔·科尔迪耶                  | 74.93%               | [ 28 ]               |
| 2024年欧洲议会选举   | 法國                 | 市镇                 |                               | 若尔丹·巴尔代拉               | 37.82%               | （不适用）                    | （不适用）                       | （不适用）           | [ 28 ]               |
| 2024年法国立法选举   | 阿登省第二选区       | 市镇                 |                               | 波利娜·梅斯特尔               | 32.72%               |                               | 皮埃尔·科尔迪耶                  | 64.43%               | [ 28 ]               |

## 人口
2021年，日韦市镇人口数量为6,347，在法国排名第1,722位。其中男性3,118人，女性3,225人，75岁及以上人口占8.7%，外籍人口数量为862人，人口密度为345人/平方公里，当地居民被称为（男性）或（女性）。2022年，日韦境内出生8人，死亡人口51人。
| 日韦1901年－2021年人口变化情况 |
|                                |
| 数据来源：Cassini、INSEE       |

## 经济
日韦是一个区域性的中心城市。截至2024年8月，日韦市镇范围内共有各类用人单位（包含自雇）800家，平均历史为16年，其中99.3%为中小型企业（PME），2024年6月至8月间，当地的经济活力指数为0.84%。（塑料材料制造）、（零售）及（零售）是当地2022年已公布营业额最高的三个企业，分别为174,554,598欧元、5,537,188欧元和3,972,557欧元。

## 财政与居民收入
2022年，日韦的财政收入总额为9,788,060欧元，财政支出总额为8,854,240欧元，当年的债务总额为15,242,000欧元。2022年，日韦市镇通过增值税获得318,850欧元的收入，此外当地还共获得了73,300欧元的国家直接财政补助。
| 日韦居民收入情况                                 | 日韦居民收入情况 | 日韦居民收入情况      | 日韦居民收入情况 |
| 内容                                             | 日韦             | 法国                  | 统计年份         |
| ------------------------------------------------ | ---------------- | --------------------- | ---------------- |
| 征税家庭总数                                     | 2,753            | 1,081（法国市镇平均） | 2022年           |
| 居民平均月收入                                   | 1,944欧元        | 2,435欧元             | 2022年           |
| 高级职员人均月收入                               | 2,819欧元        | 4,331欧元             | 2021年           |
| 中级职员人均月收入                               | 2,208欧元        | 2,470欧元             | 2021年           |
| 普通职员人均月收入                               | 1,604欧元        | 1,801欧元             | 2021年           |
| 贫困率                                           | 26%              | 14.5%                 | 2020年           |
| 青壮年（15至64岁）失业率                         | 21.3%            | 7.4%                  | 2020年           |
| 征税家庭数量占比                                 | 32.7%            | 45.5%                 | 2020年           |
| 家庭年均纳税                                     | 2,338欧元        | 4,393欧元             | 2022年           |
| 资料来源：INSEE、L'Internaute、Le Journal du Net |                  |                       |                  |

## 社会事务

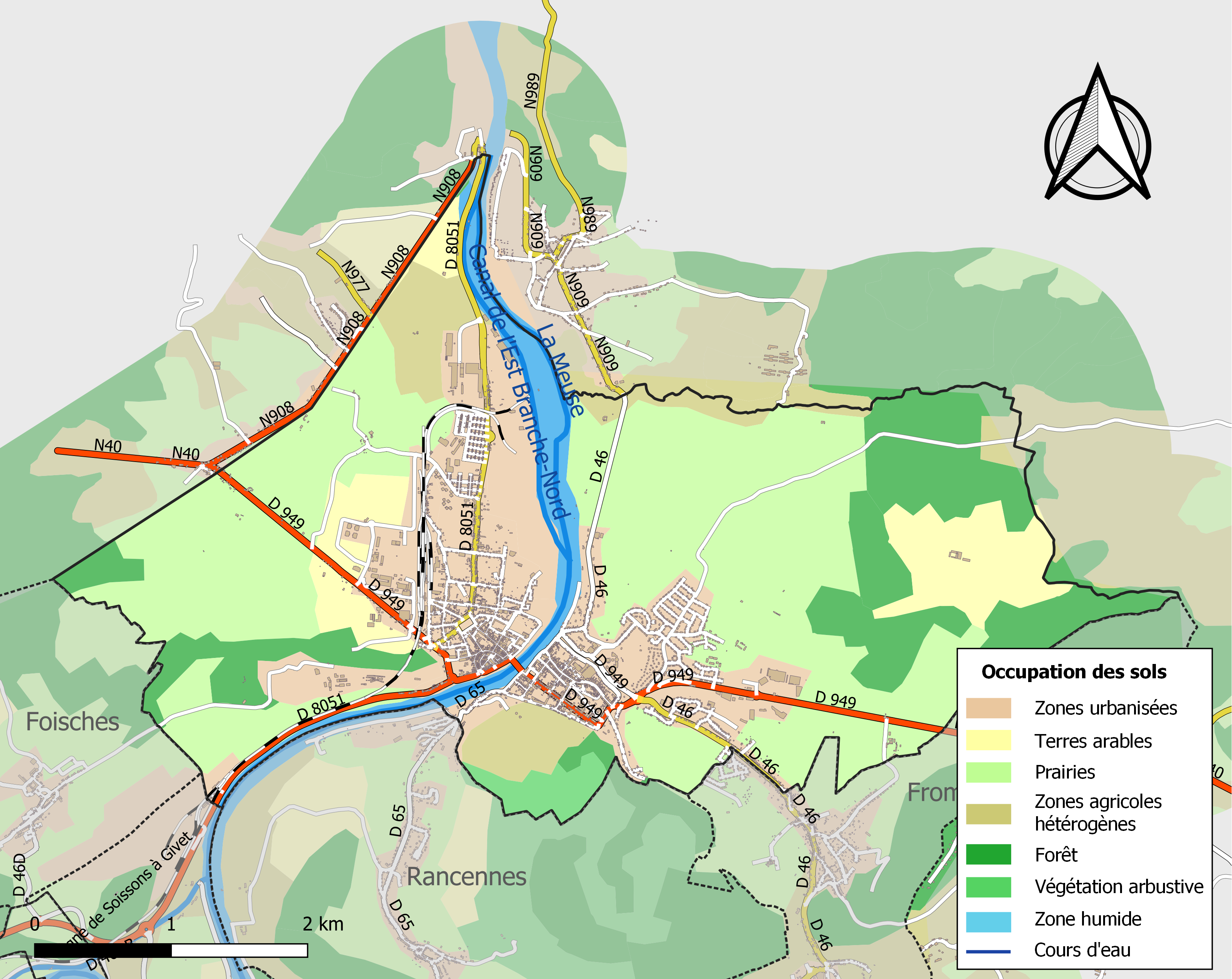
日韦土地利用情况地图

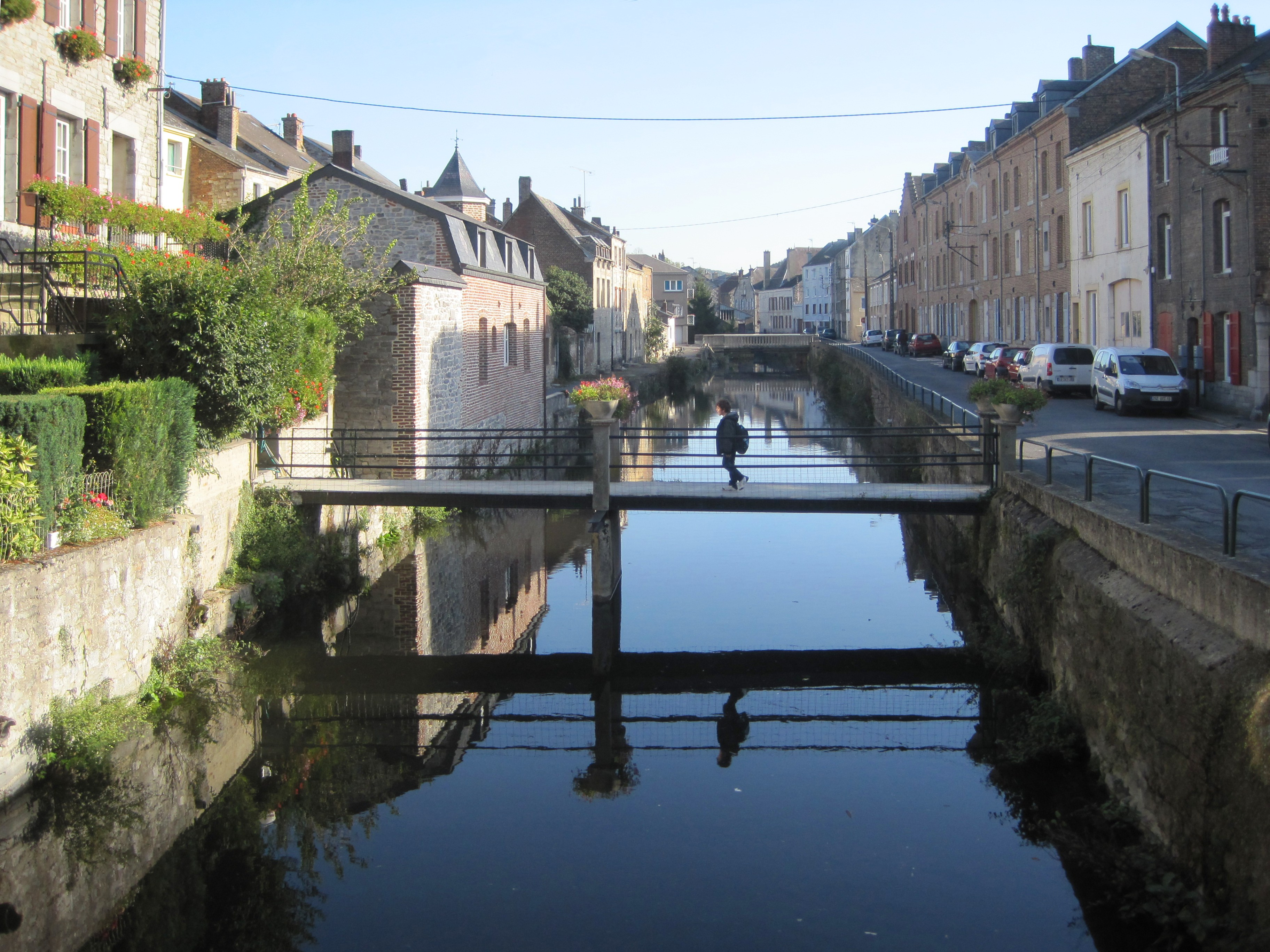
乌耶河畔的历史城区

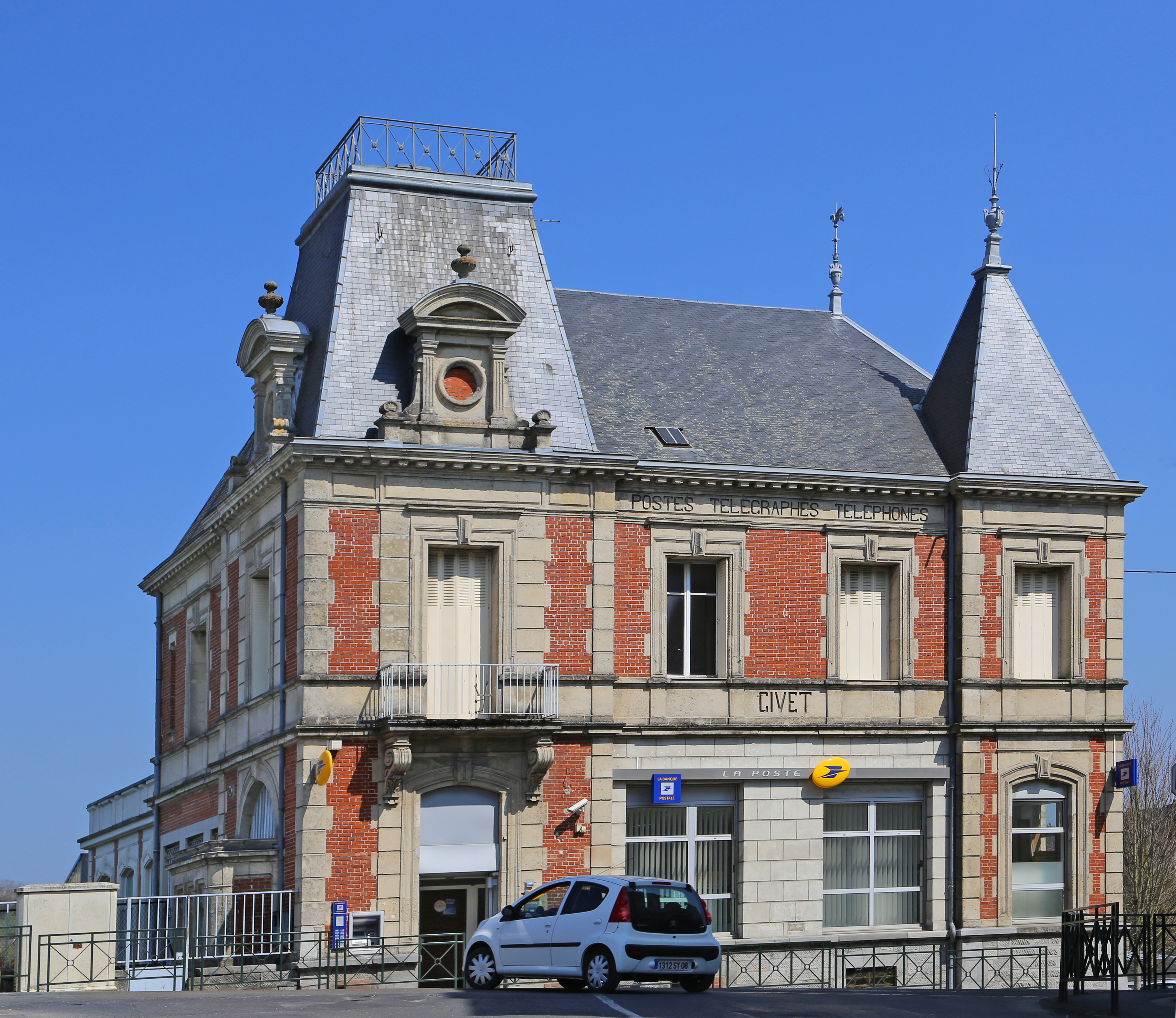
邮政大楼

### 教育
日韦属于兰斯学区。截至2021年1月1日，日韦境内共有2所幼儿园、2所小学、1所初级中学和1所普通高中。2022至2023学年度，日韦境内共有在校中等教育阶段学生592名。

### 医疗
截至2021年1月1日，日韦境内共有全科医生7名、保健师14名、牙医6名、护士19名和助产士1名。境内共有药房4家、养老院1家。
距离日韦最近的区域性医疗机构为“北阿登市际中心医院”（Centre Hospitalier Intercommunal Nord-Ardennes），其下属的菲迈医院（Hôpital de Fumay）位于菲迈市区东部，距离日韦市区的正常车程大约25分钟，该院设有床位110个。

### 住房
2020年，日韦境内共有各类住房3,690套，其中54.2%为独立式住宅，44.3%为集中式住宅。常住房屋占日韦市镇范围内居民建筑总量的80.9%。
在住房保障政策方面，2022年，日韦境内共有791户家庭获得了住房经济补助，受益人数占总人口数量的12.5%，其中772份为房租补助。

### 商业
2021年，日韦境内共有各类实体商铺162家，其中餐厅21家、大型超市7家、杂货店3家、面包房5家、肉铺2家、书店3家、银行门店5家、美容美发店14家、汽车维修店12家。日韦镇中心建有一家家乐福便民超市以及Intermarché、迪卡侬、Aldi、Netto等商场。

### 体育
2021年，日韦境内共有1家游泳池、3间体育馆、1座综合体育场、5处网球场、1处马术场、2处足球或橄榄球场以及3处篮球或排球场。
截至2024年8月，日韦境内暂无任何注册足球俱乐部。此外日韦境内有排球、篮球、橄榄球、射击、健身等多个体育项目的俱乐部。

### 环境
日韦的环境事务由其所属的默兹河岸阿登市镇公共社区联合各级政府协调负责。2021年，日韦境内共有3家污染企业。

### 治安
2021年，日韦市镇范围内有1处宪兵队。
日韦及其附近的共102个市镇是勒万国家宪兵队（zone gendarmerie de Revin）的管辖范围。2020年，该宪兵队累计记录各类案件1,923起，其中盗窃类案件853起，经济类案件281起，毒品交易类案件70起。

## 文化
2021年，日韦境内共有1家电影院和1家博物馆。日韦境内建有皮埃尔·塔桑文化中心（Centre Culturel Pierre Tassin），每周二、三、五、六向公众开放。

### 建筑
日韦境内有多处历史建筑，其中沙勒蒙城堡遗址、日韦防御工事、瓦尔库尔小教堂等为法国国家文物保护单位。

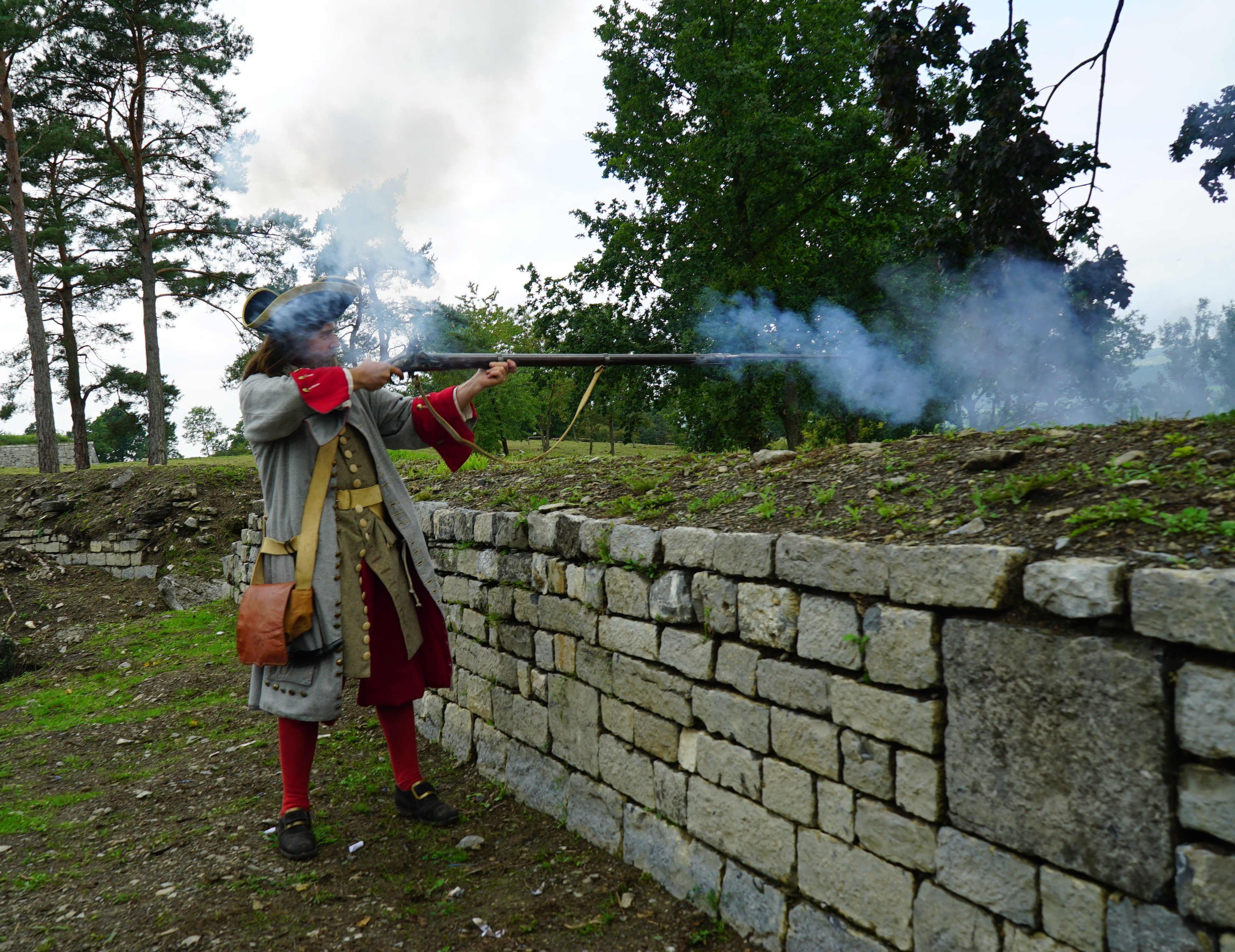
沙勒蒙城堡（法语：Fort de Charlemont）遗址
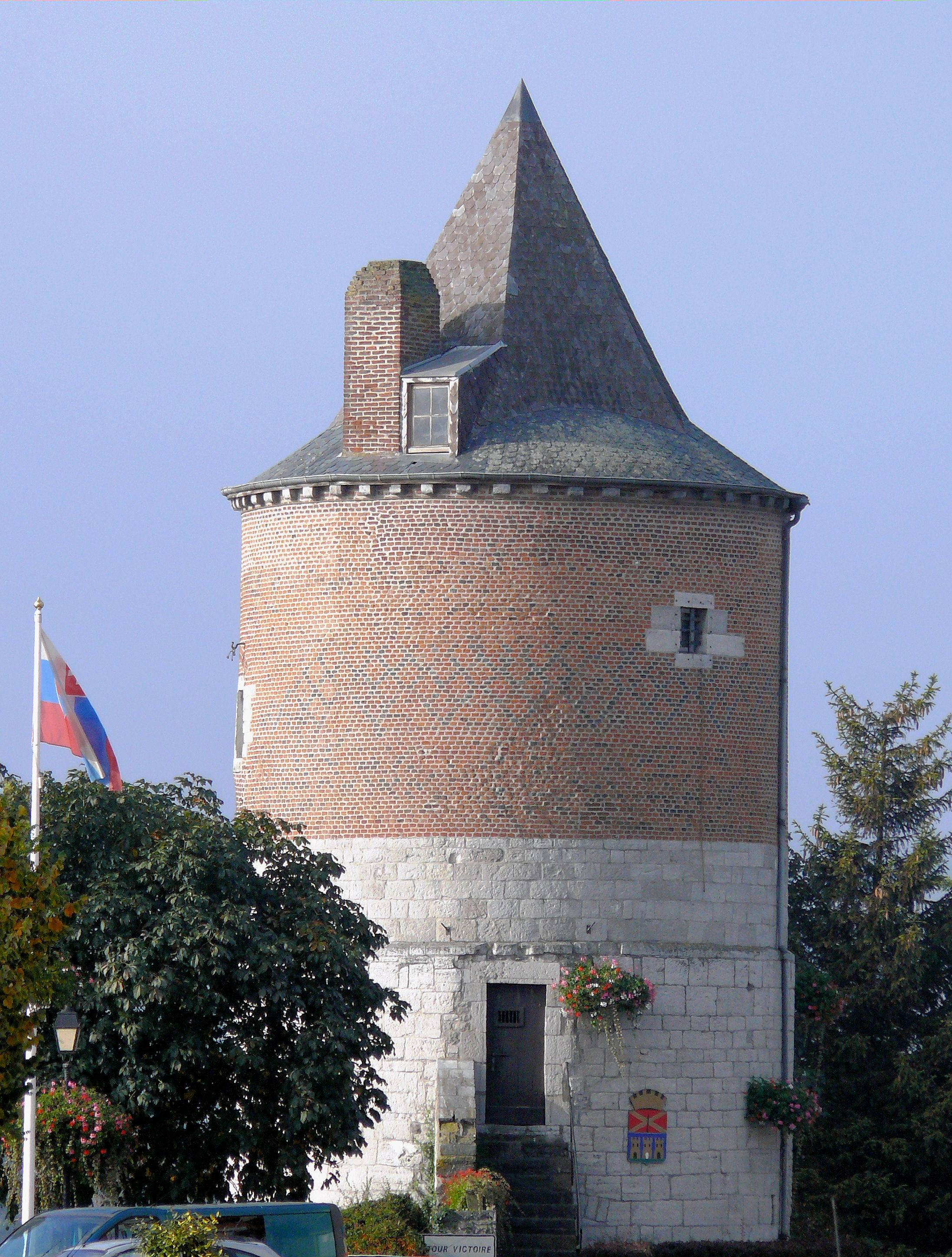
日韦防御工事（法语：Fortifications de Givet） （胜利塔）
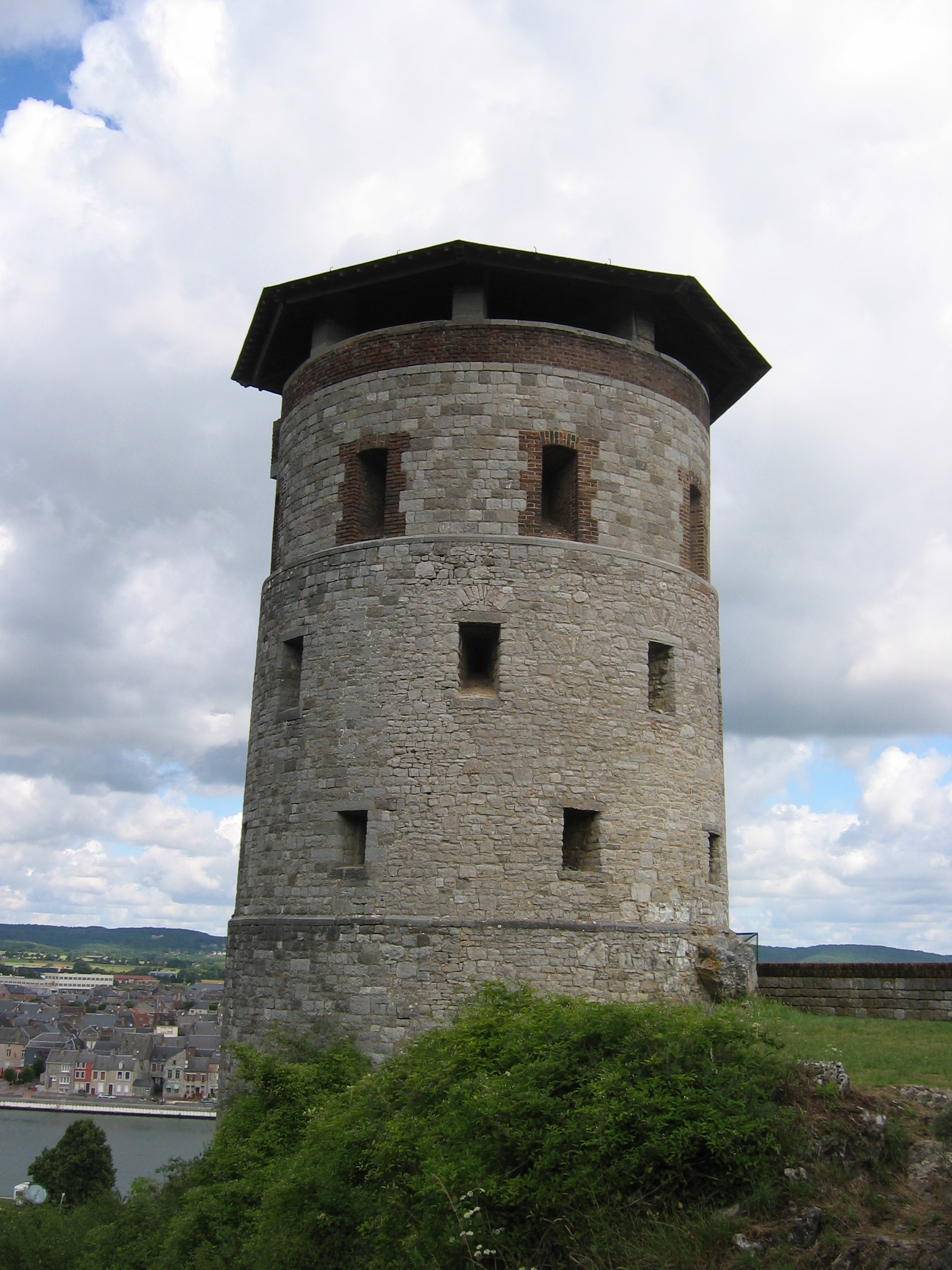
日韦防御工事（法语：Fortifications de Givet） （格雷瓜尔塔）
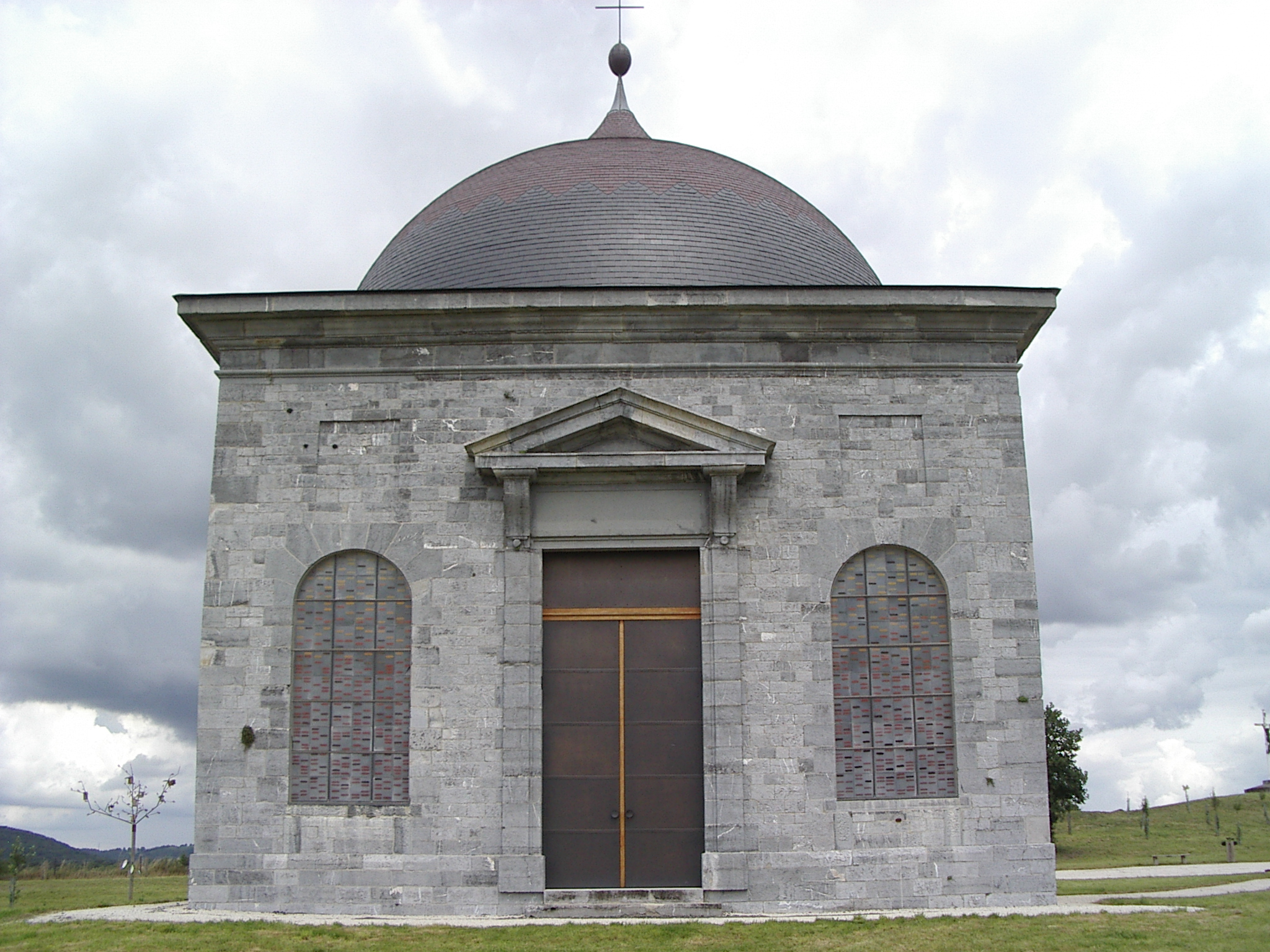
瓦尔库尔小教堂（法语：Chapelle de Walcourt）
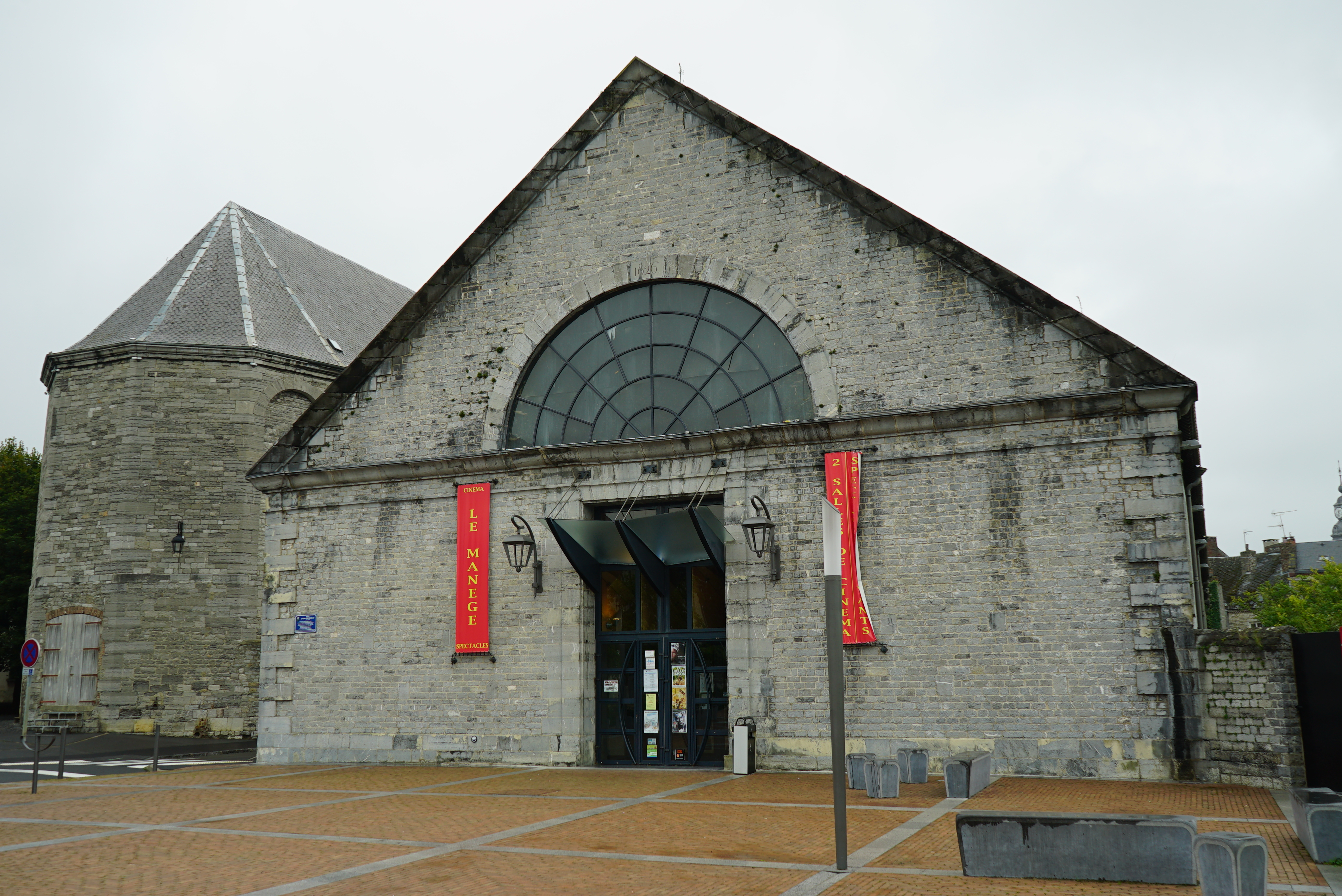
未成年兄弟会讲堂
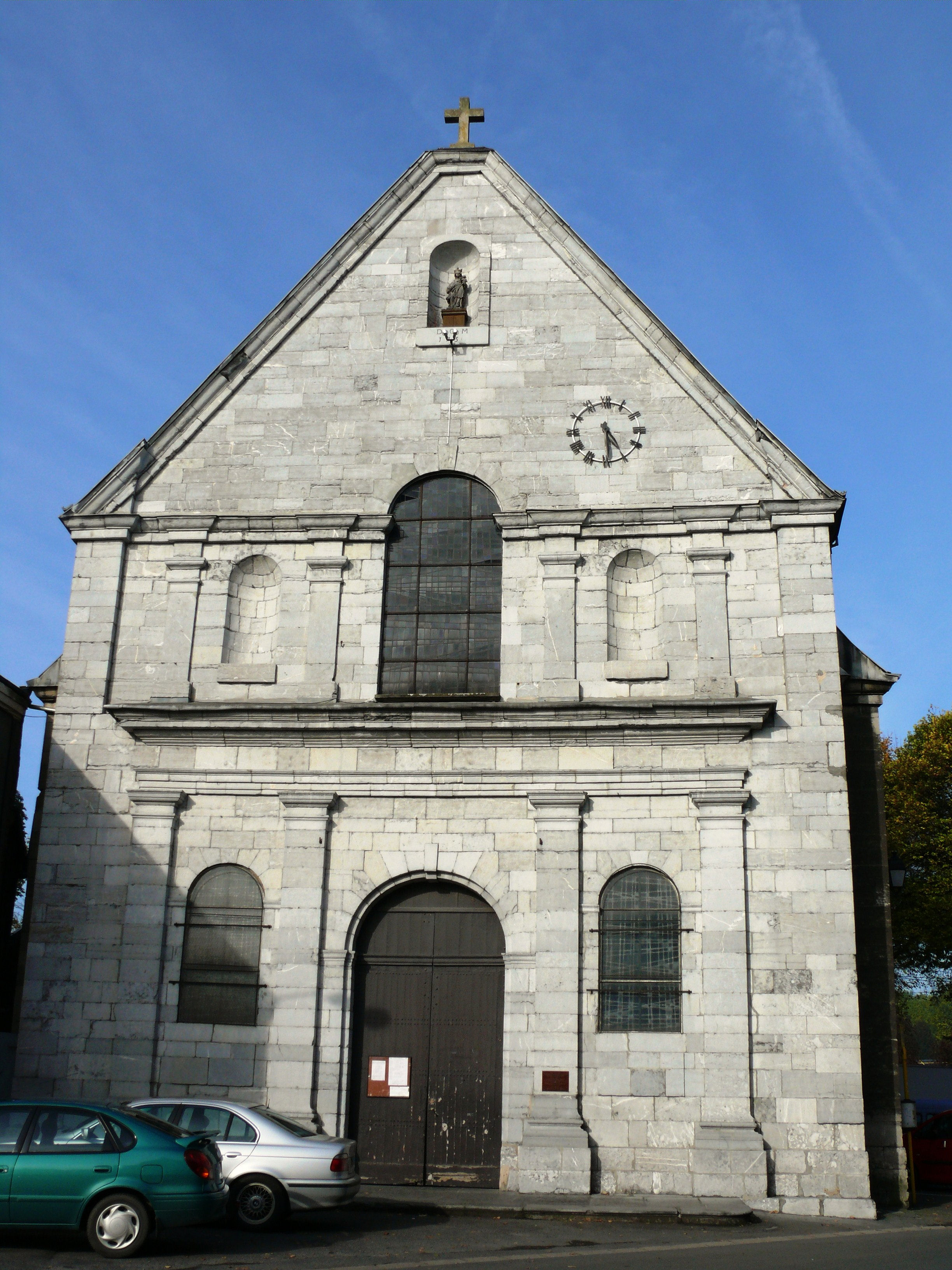
圣母教堂
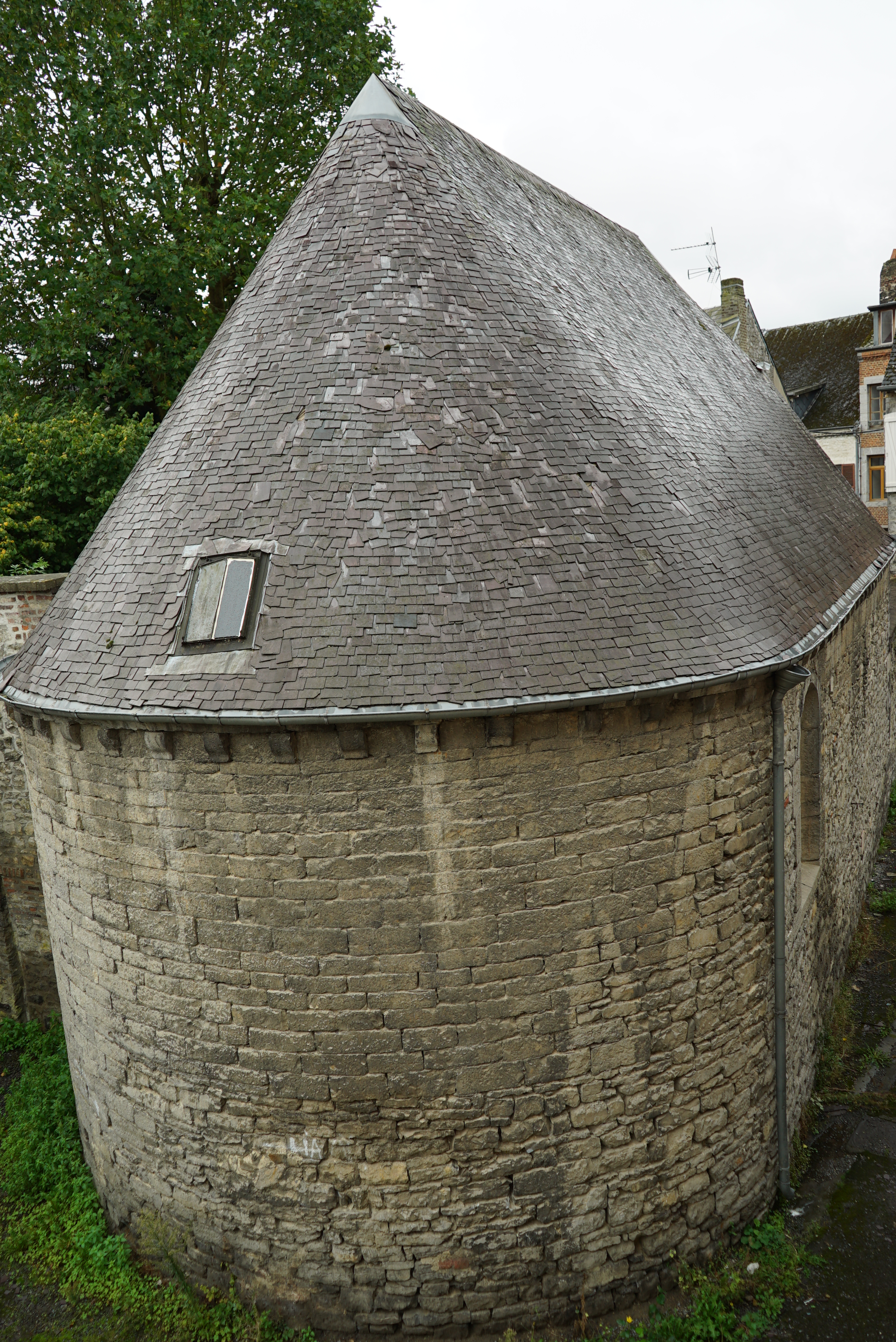
圣罗克小教堂
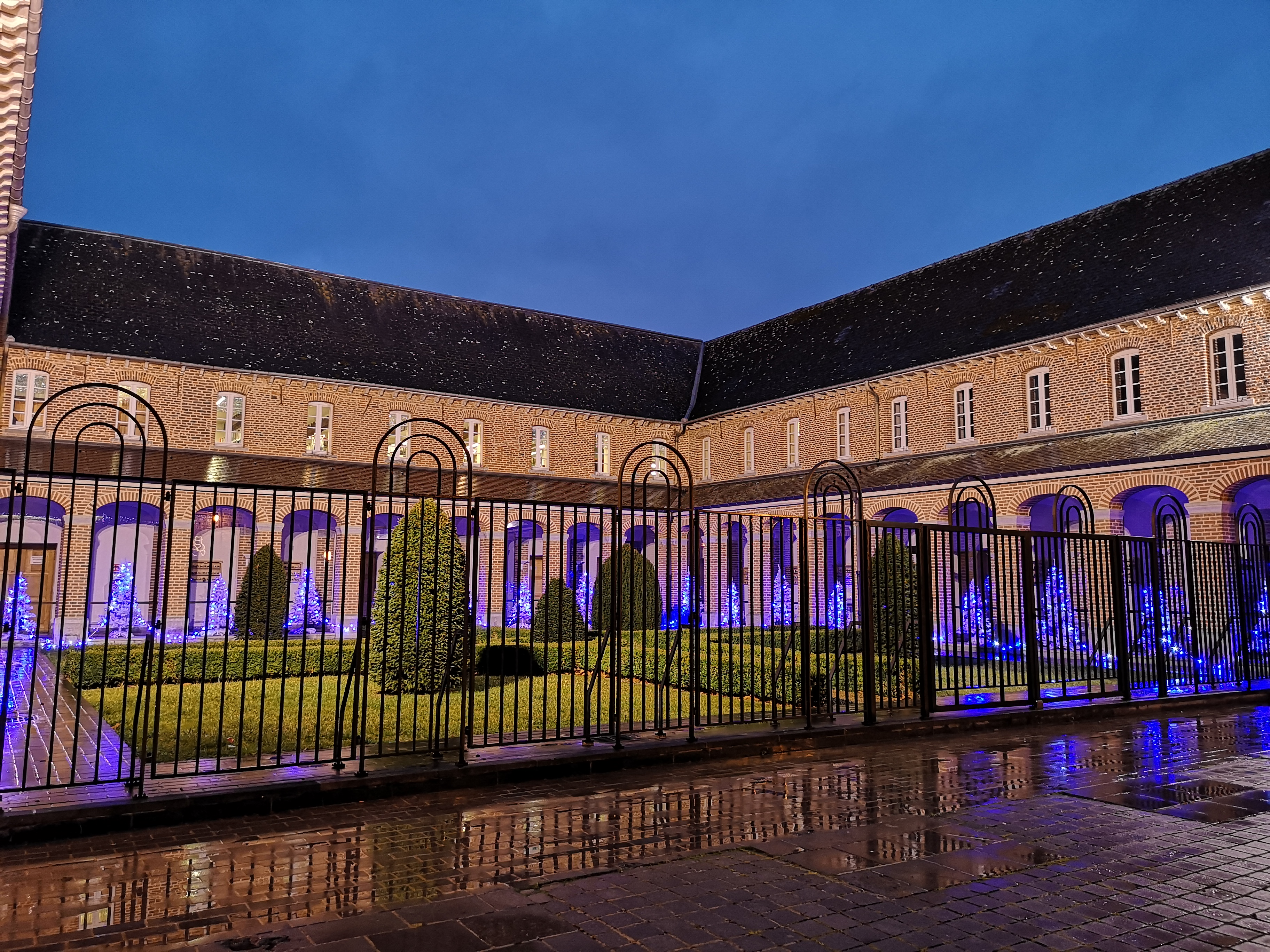
图书馆

### 旅游
日韦的旅游事务由其所属的默兹河岸阿登市镇公共社区联合各级政府协调负责。2023年，日韦境内共有4家酒店共计115间房间；另有1个露营地，可容纳共82辆露营车。

### 媒体
法国主要的媒体均可在日韦接收，法国电视三台下属的大东部大区频道在部分时段播出日韦所在阿登省的地方新闻。蓝色法兰西香槟-阿登广播、香槟电台、《阿登人报》等是当地主要的地方性媒体。

## 相关人物
法国语言学家夏尔·布吕诺、作曲家艾蒂安·尼古拉·梅于尔和足球运动员阿兰·波拉尼奥克出生于日韦。

## 友好城市
截至2024年8月，日韦共与两座城市建立了友好城市关系：
- 德国 施特龙贝格
- 比利时 伊瓦尔